# آبشار سربرج
آبشار سربرج نام آبشاری در روستای سربرج، شهرستان بردسکن است که حجم آب آن در فصل‌های مختلف بسته به بارندگی کم و زیاد می‌شود.